# Stylidium miniatum
Stylidium miniatum este o specie de plante dicotiledonate din genul Stylidium, familia Stylidiaceae, ordinul Asterales, descrisă de Mildbraed. Conform Catalogue of Life specia Stylidium miniatum nu are subspecii cunoscute.